# Монтефредо (Савона)
Монтефредо је насеље у Италији у округу Савона, региону Лигурија.
Према процени из 2011. у насељу је живело 65 становника. Насеље се налази на надморској висини од 626 м.